# Economic and Political Weekly
Economic and Political Weekly (EPW) (von 1949 bis 1966 unter dem Titel Economic Weekly) ist eine wöchentlich auf Englisch erscheinende wissenschaftliche Zeitschrift. Das in Mumbai in Indien erscheinende Magazin genießt unter anderem durch die Benutzung der Weltsprache einen weltweiten Ruf.
Ein weiterer Faktor für ihre Bekanntheit ist die Einzigartigkeit der Zeitschrift, die dadurch begründet wird, dass das Magazin sämtliche Sozialwissenschaften zu Wort kommen lässt und darüber hinaus auch zu aktuellen Fragen Stellungnahmen sowie Analysen veröffentlicht.